# Pratt & Whitney JT8D
El Pratt & Whitney JT8D es un motor a reacción Turbofán  de baja relación de flujo (0,96 a 1), introducido por Pratt & Whitney en febrero de 1964 con el vuelo inaugural del Boeing 727. Fue una modificación del motor Pratt & Whitney J52 turbojet, que motoriza a los aviones de ataque A-6 Intruder de la Armada de Estados Unidos. El Volvo RM8 es una versión posterior construida bajo licencia en Suecia para el caza Saab 37 Viggen. Una versión estacionaria como generador de potencia y propulsión de barcos es conocida como el FT12.

## Diseño
El JT8D es un motor turbofán de flujo axial frontal que incorpora un diseño de doble eje. Tiene dos ensambles de rotación independiente coaxialmente conectados:  un ensamble de rotación para el compresor de baja presión (LPC) que abarca las primeras seis etapas (seis pares de palas rotativas y estátores, incluyendo las dos primeras etapas que comprenden el ventilador frontal); y un segundo ensamble rotativo para la sección del compresor de alta presión (HPC) que comprende siete etapas. El compresor de alta presión está conectado a la primera turbina delantera, que tiene una sola etapa.
El ventilador (fan) frontal tiene dos etapas. El ducto anular de descarga para el ventilador recorre todo el motor, permitiendo que el aire que pasa por el ventilador salga junto a los gases de combustión por la misma tobera. Este aparejo permite cierta atenuación del ruido, en la medida en que los gases de combustión calientes de alta velocidad se compriman dentro del flujo de aire relativamente frío y de movimiento más lento proveniente del ventilador frontal. A pesar de que los niveles de sonoridad del JT8D son significativamente menores en comparación a modelos previos de motores no turboventilantes (turbojets), el hecho de que funcione con un ventilador de ciclo bajo de flujo implica que siguen presentando altos niveles de ruido.
La familia de motores JT8D comprende ocho modelos estándar, cubriendo el rango de potencia desde 12.250 a 17.400 libras de empuje unitario (62 a 77 kN) y motoriza a los aviones 727, 737-100/200, y DC-9. Más de 14.000 motores JT8D han sido construidos, totalizando más de 1.500 millones de horas de servicio con más de 350 operadores haciendo de este uno de los motores de baja relación de flujo más populares jamás producidos.
Dentro de su cubierta, el ventilador está dotado con tuberías anthielo y sensores de la presión y temperatura de admisión. Existen dispositivos similares a lo largo de todo el motor para medir estas magnitudes.
En la 13.ª  etapa del compresor (etapa final), parte del aire es expulsado y utilizado como antihielo. La cantidad es controlada dependiendo de la señal que reciba el Controlador de Presión de Aire Desviado (Pressure Ratio Bleed Control o PRBC) . La carcasa del difusor en la parte final del compresor alberga la 13.ª etapa. Esto incrementa el área de sección, permitiendo que el aire comprimido baje su velocidad antes de entrar a una de las nueve cámaras de combustión. Nuevamente, hay dos tubos por donde se extrae el aire de la 13.ª etapa para el antihielo, el descongelamiento del combustible, y para la presurización de la cabina. No todo el aire comprimido entra al punto de ignición de combustible de las cámaras de combustión; parte del aire pasa frío y sin producir combustión, y refrigera la primera etapa de la turbina, y parte de él es introducido dentro del perímetro de los cilindros de combustión de modo que el combustible que se inflama se mantenga cerca del centro. 
Hay nueve cámaras de combustión posicionadas de forma anular. Cada cámara tiene tres tamaños de orificios de admisión de aire: el más pequeño es para refrigeración, el medio para inflamación de combustible y el más grande permite crear vacío.
El Kawasaki C-1, es un avión de transporte militar japonés, y está propulsado con el JT8D-M-9, construido por Mitsubishi.

### Programas de mejora
En respuesta a las medidas medioambientales que comenzaron a regir en la década de 1970,la compañía comenzó a diseñar una nueva versión del motor, la serie JT8D-200.  Diseñado para ser más silencioso, limpio, eficiente y a la vez más potente que los primeros modelos. Las plantas motrices de la serie -200 fueron rediseñadas con un importante incremento de la relación de flujo (1,74 a 1) cubriendo el rango de las potencias de 18.500 a 21.700 libras de empuje unitario (82 a 97 kN) y motorizando los McDonnell Douglas MD-80. Este incremento fue logrado gracias al aumento del diámetro del ventilador frontal (fan) de 39,9 a 49,2 pulgadas (de 101,5 cm a 125 cm) y reduciendo la relación de compresión del ventilador (de 2,21 a 1,92). La relación de compresión de todo el motor también se incrementó de 15,4 a 21,0. Desde su entrada en servicio en 1980, más de 2900 motores de la serie -200 han sido construidos.

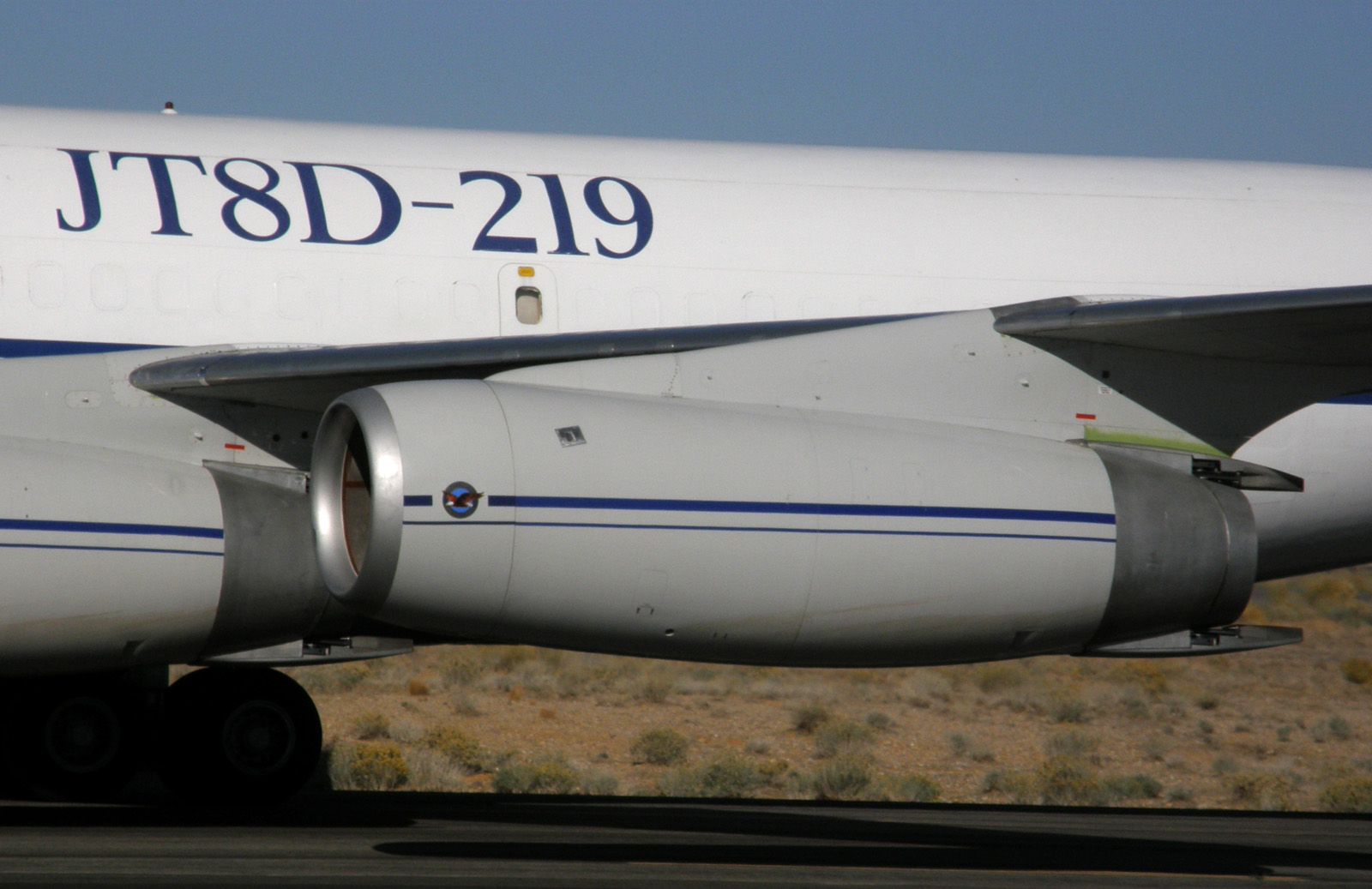
JT8D-219 en el vuelo de prueba B707RE de Omega Air en el Aeropuerto de Mojave.

Los JT8D-217 y -219 fueron probados en 2001 y aprobados como reemplazos compatibles para los viejos motores TF33 en aeronaves militares y comerciales como parte del programa de remotorización Super 27. Los motores mejorados cumplen con estándares de reducción de ruido acordes a la normativa Stage-3 sin la necesidad de kits externos de reducción de ruido (hushkits), teniendo un desempeño mejorado en operaciones de terrenos reducidos (pistas cortas o aproximaciones con obstáculos cerca a la pista), ratios de ascenso más rápidos y con mejor ángulo de elevación, asegurando una reducción de un 10% en el consumo de combustible y aumentando el alcance.
Pratt & Whitney, junto con Seven Q Seven (SQS) y Omega Air, desarrolló el JT8D-219 como nuevo motor para el Boeing 707. con una mayor eficiencia en el consumo. La OTAN también planea utilizar este motor en sus aviones E-3 Sentry AWACS. El -219 tiene la virtud de tener un coste de la mitad que el resto de motores del 707.
Ha habido discusiones sobre utilizar el motor, junto a otras opciones de propulsión, en el B-52H, que está proyectado para seguir volando hasta 2040[cita requerida].

## Variantes y aplicaciones

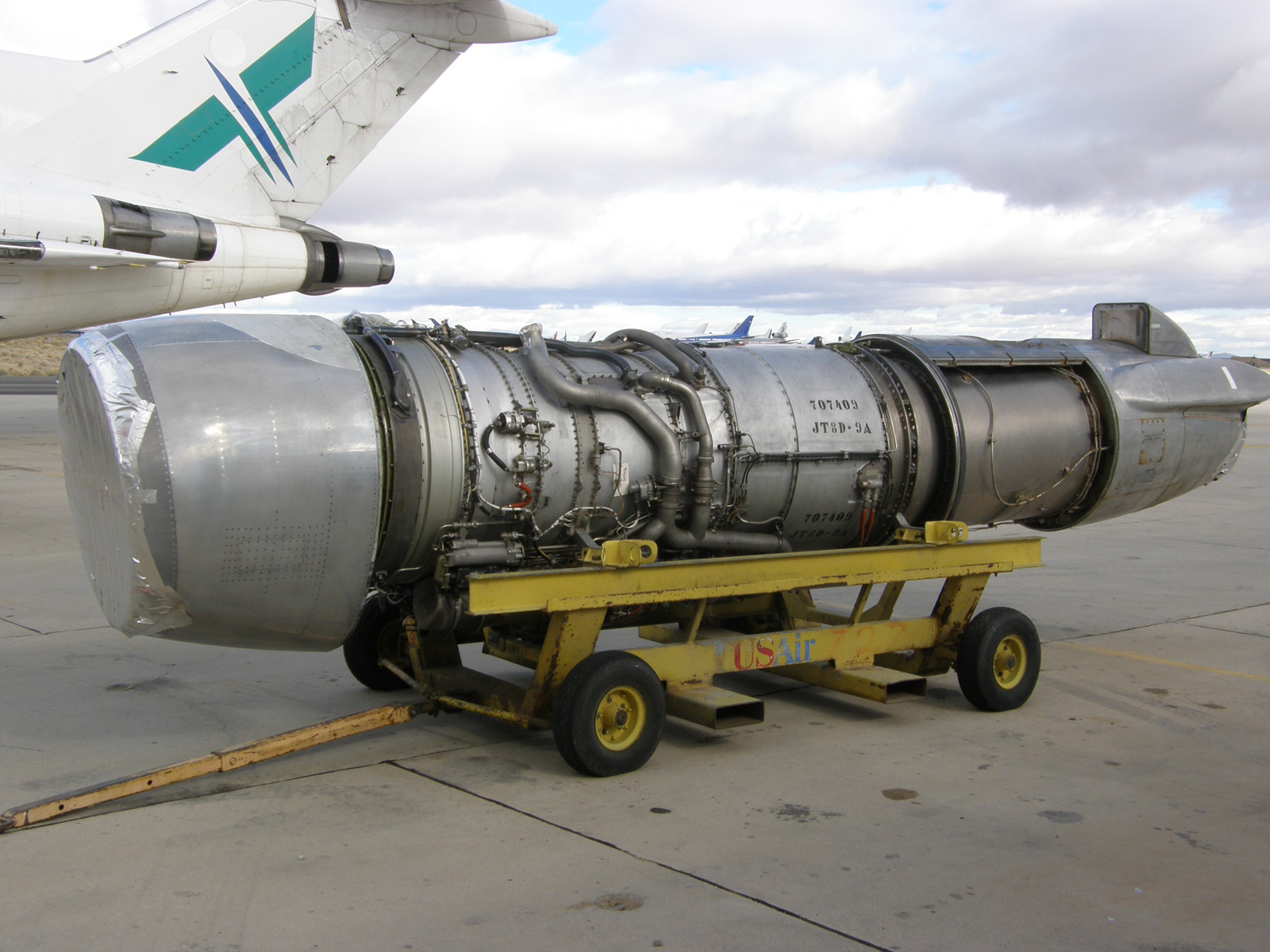
Un JT8D-9A.

- JT8D-5, operan en aviones McDonnell Douglas DC-9-10.
- JT8D-7, operan en el Boeing 727-100 y algunos 727-200.
- JT8D-9, operan en los Boeing 737-100 y 737-200, McDonnell Douglas DC-9-30 y los Sud Aviation Caravelle (modelos 10B, 10R, 11R, y 12 únicamente).
- JT8D-9A, que es otra versión del JTD8-9, operan en los Boeing 737-100, 737-200 y McDonnell Douglas DC-9-30.
- JT8D-11, operan en los Boeing 727-200 y McDonnell Douglas DC-9-40.
- JT8D-15, operan en los Boeing 727-200 y 737-200, Dassault Mercure y McDonnell Douglas DC-9-30, -40 y -50.
- JT8D-17, operan en los McDonnell Douglas YC-15, Boeing 727-200 y 737-200.
- JT8D-17R & S, operan en los Boeing 727-200 Advanced y los McDonnell Douglas DC-9-50.
- JT8D-209, operan en algunos McDonnell Douglas MD-81
- JT8D-217A/C, operan en los McDonnell Douglas MD-81/MD-82/MD-88 y MD-87.
- JT8D-219, operan en los McDonnell Douglas MD-82/MD-83 y MD-87 y en los E-8C J-STARS de la USAF.

## Accidentes
- 22 de agosto de 1985 – Vuelo 28M de British Airtours - un motor falló durante el despegue en el aeropuerto de Mánchester, provocando un incendio que se extendió por la cabina, causando la muerte a 55 ocupantes en un  Boeing 737-236 Advanced. El fallo del motor se debió un defecto específico de la cámara de combustión, que fue reparada de forma incorrecta, y debido a la cercanía de las líneas de combustible entre el motor, las alas y el fuselaje, el fuego se propagó rápidamente.
- 6 de julio de 1996, Una explosión de motor se produjo en un MD-88, en el Vuelo 1288 de Delta Air Lines, justo antes de despegar en Pensacola, Florida, EE. UU. Uno de los álabes penetró el fuselaje cerca de la cola (cerca de donde son instalados los motores), decapitando a dos pasajeros en los asientos 37A y 37C.
- 15 de abril de 2008, un DC9-51 operado por Hewa Bora Airways se estrelló e incendió en Goma tras un fuego en el motor.
- 2 de julio de 2021, un Boeing 737-200 cae al océano en Hawái en un aterrizaje de emergencia.

## Especificaciones (JT8D)
- Tipo= Turbofán
- Longitud= 120.0 pulgadas / 3048mm - 154.1pulgadas / 3914mm
- Diámetro= 49.2pulgadas / 1250mm
- Compresor= Flujo axial de 14 etapas: seccionados de la siguiente forma: ((LPC)= incluye 1 etapa de ventilador, 6 etapas de compresor de Baja Presión y 3 etapas de Turbina) y ((HPC)= incluye 7 etapas del compresor de Alta Presión y 1 etapa de turbina.)
- turbina= 4 etapas.
- cámaras de combustión: 9 cámaras anulares de combustión se numeran en sentido horario es decir a favor de las manecillas del reloj y visto desde la parte de atrás del motor, con la cámara situada en el centro en la parte superior del motor como la número uno.
- Empuje unitario= 21.700 lbf / 96.5 kN (JT8D-219)
- Compresión=16:1
- Entrada de aire=331 lb/sec